# Championnat d'Asie et d'Océanie féminin de volley-ball 1979
Navigation
Melbourne 1975 Fukuoka 1983
Le 2e Championnat d'Asie et d'Océanie féminin de volley-ball a lieu du 10 au 13 avril 1979 à Hong Kong.

## Équipes participantes
| - Australie - Chine - Corée du Sud - Japon - Hong Kong | - Indonésie - Nouvelle-Zélande - Philippines - Taipei chinois |

## Classement final
| Place              | Équipe       |
| ------------------ | ------------ |
| Médaille d'or      | Chine        |
| Médaille d'argent  | Japon        |
| Médaille de bronze | Corée du Sud |
| 4                  | Australie    |
| 5                  | Indonésie    |
| 6                  | Hong Kong    |
| 7                  | Inde         |